# حوش حریمه
حوش حریمه (به عربی: حوش حریمة) یک منطقهٔ مسکونی در لبنان است که در استان بقاع واقع شده‌است. حوش حریمه ۸۶۰ متر بالاتر از سطح دریا واقع شده‌است.